# Viberup (Tårnby Kommune)
Viberup er navnet på en lille gruppe gårde i Tårnby Kommune nær enden af Kastrup Lufthavns landingsbaner på Amager.
Navnet kan være afledt af mandsnavnet Vibe eller af fuglenavnet vibe (første belæg fra 1377). Viberup har ikke været en egentlig landsby, da den kun har bestået af et par gårde og haft fælles forvaltning med den nærliggende landsby Ullerup. I midten af 1800-tallet var der i Viberup to gårde og et par huse. Befolkningstallet lå på ca. 30 personer frem til 1901. Tallene er dog vanskelige at opgøre nøjagtigt, da området i folketællingerne normalt blev optalt sammen med Ullerup.
I Viberup lå mikrobryggeriet Viberup Bryghus. Årligt afholdes Viberup Marked.